# Стиктидовые
Стиктидовые (лат. Stictidaceae)  — семейство лишайников порядка Остроповые, включающее в себя 150 видов. Семейство впервые описано в 1849 году шведским микологом Элиасом Магнус Фрисом.
Включает в себя таксоны с разнообразным образом жизни. Многие виды этого семейства устойчивы к засухе и важны для изучения адаптации и эволюции лишайников. Семейство было создано на основе сапротрофного рода Стиктис, характеризующийся аскомами в виде апотециев, цилиндрическими сумками и нитевидными аскоспорами. Впоследствии исследователи расширили состав этого семейства, включив в него как морфологически, так и филогенетически родственные роды.

## Роды
Семейство Стиктидовые согласно базе данных Catalogue of Life подразделяется на следующие роды:
- Absconditella Vězda, 1965 — Абскондителла
- Acarosporina Sherwood, 1977 — Акароспорина
- Biostictis Petr., 1950
- Carestiella Bres., 1897
- Conotremopsis Vĕzda, 1977
- Cyanodermella O.E. Erikss., 1981
- Delpontia Penz. et Sacc., 1902
- Eriospora Berk. et Broome, 1850
- Fitzroyomyces Crous, 2017
- Geisleria Nitschke, 1861
- Glomerobolus Kohlm. et Volkm.-Kohlm., 1996
- Ingvariella Guderley et Lumbsch, 1997
- Lillicoa Sherwood, 1977
- Neofitzroyomyces Crous, 2018
- Ostropa Fr., 1825 — Остропа
- Plejobolus (E. Bommer, M. Rousseau et Sacc.) O.E. Erikss., 1967
- Propoliopsis Rehm, 1914
- Robergea Desm., 1847
- Schizoxylon Pers., 1811
- Stictis Pers., 1800 — Стиктис
- Stictophacidium Rehm, 1888
- Stictospora Cif., 1957
- Thelopsis Nyl., 1855 — Телопсис
- Topelia P.M. Jørg. et Vĕzda, 1984
- Trinathotrema Lücking, Rivas Plata et Mangold, 2011
- Xyloschistes Vain. ex Zahlbr., 1903 — Ксилосхистес